# Berdeniella zwicki
Berdeniella zwicki är en tvåvingeart som beskrevs av Wagner 1982. Berdeniella zwicki ingår i släktet Berdeniella och familjen fjärilsmyggor.
Artens utbredningsområde är Italien. Inga underarter finns listade i Catalogue of Life.